# Quelques gouttes suffisent...
Albums de Ärsenik
Quelque chose a survécu...
(2002)
Singles
Quelques gouttes suffisent... est le premier album studio du duo de frères Ärsenik, sorti en 1998. L'album est double disque d'or en 1999.
Cet album est souvent considéré comme l'un des plus grands de l'histoire du rap français.

## Liste des titres
| No  | Titre                                                   | Durée |
| --- | ------------------------------------------------------- | ----- |
| 1.  | Intro                                                   | 1:38  |
| 2.  | Boxe avec les mots                                      | 4:20  |
| 3.  | Sexe, pouvoir & biftons                                 | 5:21  |
| 4.  | Par où t'es rentré, je t'ai pas vu sortir (feat. Passi) | 4:26  |
| 5.  | Jour 2 tonnerre                                         | 4:52  |
| 6.  | Quelques gouttes suffisent                              | 4:53  |
| 7.  | Bienvenue au 6ème chaudron (feat. Armaguédon)           | 5:02  |
| 8.  | Chrysanthèmes                                           | 4:50  |
| 9.  | Partout la même (feat. Neg' Marrons)                    | 5:48  |
| 10. | Une affaire de famille (feat. Assia & Doc Gynéco)       | 5:00  |
| 11. | Interlude                                               | 1:49  |
| 12. | Une saison blanche & sèche                              | 4:51  |
| 13. | Ils m'appellent                                         | 2:44  |
| 14. | Un monde parfait (feat. MC Janik)                       | 5:23  |
| 15. | La rue t'observe                                        | 4:45  |
| 16. | Boxe avec les mots (Remix K.O. technique)               | 4:28  |

## Samples
Source : WhoSampled
- Sexe, Pouvoir Et Biftons contient un sample de Mother Nature de The Temptations.
- Boxe Avec les Mots contient un sample de Quia Respexit Humilitatem de Jean-Sébastien Bach.
- Affaires de famille reprend des éléments de Family Affair de Sly & the Family Stone.
- Partout La Même contient des samples de Demain, C'est Loin de IAM et de Sign of Surrender de Michael Cassidy.
- Par Où T'es Rentré, Je T'ai Pas Vu Sortir contient des samples de Florence's Prison Song de Joss Baselli et Serge Danot.
- Quelques Gouttes Suffisent... contient des samples de L'hôtel Des Rendez-Moi Ça et Les Loups Sont Entrés Dans Paris de Serge Reggiani.
- Bienvenue Au 6e Chaudron contient un sample de Shallow Drunk Life de Sally Yeh.
- Chrysanthèmes contient des samples de Born to Darkness Part I d'Elliot Goldenthal, extrait de la bande originale d'Entretien avec un vampire.
- À l'instar de Only Built 4 Cuban Linx... de Raekwon avec The Killer, l'album contient plusieurs extraits du film Le Syndicat du crime (A better Tomorrow) de John Woo.